# Варденґово
Варденґово (пол. Wardęgowo, нім. Warden) — село в Польщі, у гміні Біскупець Новомейського повіту Вармінсько-Мазурського воєводства.
Населення — 132 особи (2011).
У 1975-1998 роках село належало до Торунського воєводства.

## Демографія
Демографічна структура станом на 31 березня 2011 року:
|          | Загалом | Допрацездатний вік | Працездатний вік | Постпрацездатний вік |
| -------- | ------- | ------------------ | ---------------- | -------------------- |
| Чоловіки | 62      | 14                 | 42               | 6                    |
| Жінки    | 70      | 17                 | 35               | 18                   |
| Разом    | 132     | 31                 | 77               | 24                   |